# Ирландский красно-белый сеттер
Ирландский красно-белый сеттер (англ.  Irish Red and White Setter) — порода собак, используется для подружейной охоты. Выведена в Ирландии для охоты на пернатую дичь.

## История
Ирландский красно-белый сеттер — старая порода собак, его история восходит к 18 веку. Сеттеров разводили, обращая внимание исключительно на рабочие качества, без различий по окрасу. В 1860 году на первой выставке в Бирмингеме были представлены 4 суки красно-белого сеттера, главным требованием к ним был хороший нюх и умение им пользоваться, а также выносливость и послушность.
К концу 19-го века красный сеттер практически затмил красно-белого, а две мировые войны ещё больше усугубили положение. В 1920-е годы была принята попытка возродить породу. В 1944 году было образовано «Общество ирландских красно-белых сеттеров», его целью было сохранение рабочих качеств породы и помощь в разведении.
Современный клуб ирландского красно-белого сеттера был образован в 1981 году, благодаря его усилиям порода стала известна во всем мире.
В 1989 году порода была признана FCI а в 2009 Американским Кеннел-клубом.
Сейчас порода считается довольно редкой, она внесена в список уязвимых местных пород Английского Кеннел-клуба.

## Внешний вид

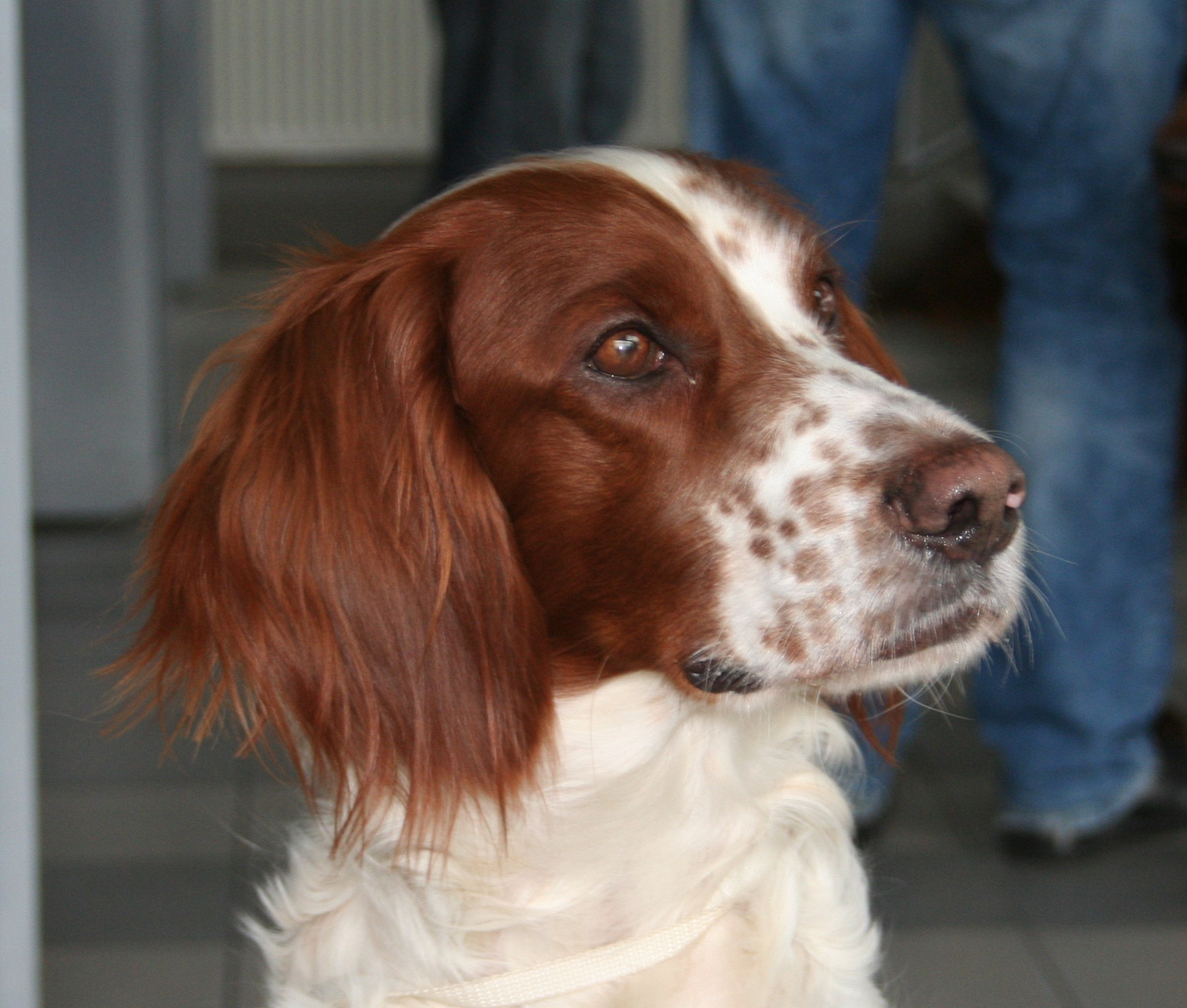
Голова сеттера

Ирландский красно-белый сеттер — сильная и мощная собака атлетичного сложения, хорошо сбалансированная и пропорциональная. Голова широкая с выпуклым черепом и квадратной мордой. Глаза немного выпуклые, круглые, коричневого цвета. Уши висячие, плотно прилегают к голове. Тело сильное с глубокой грудью, мощной спиной, крепким костяком и хорошо развитой мускулатурой, ноги длинные и мощные. Хвост средней длины, сужается к тонкому кончику.
Шерсть длинная, тонкая и шелковистая, прямая с подшерстком. Основной окрас белый на нем разбросаны яркие красные пятна с крапом или без него.
Рост кобелей 62-66 см, сук 57-61 см. Вес кобелей от 19 до 27 кг, сук от 15 до 22 кг.

## Характер
Ирландский красно-белые сеттеры неутомимы и азартны, обладают уравновешенным темпераментом, агрессия не свойственна. Как все сеттеры, они хорошие охотники и компаньоны .

## Применение
Задача сеттеров на охоте состоит в том, чтобы найти дичь по запаху. Обнаружив птицу, собака становится в характерную для сеттеров стойку, указывая охотнику, где птица.